# 弗朗切斯科一世·斯福爾扎

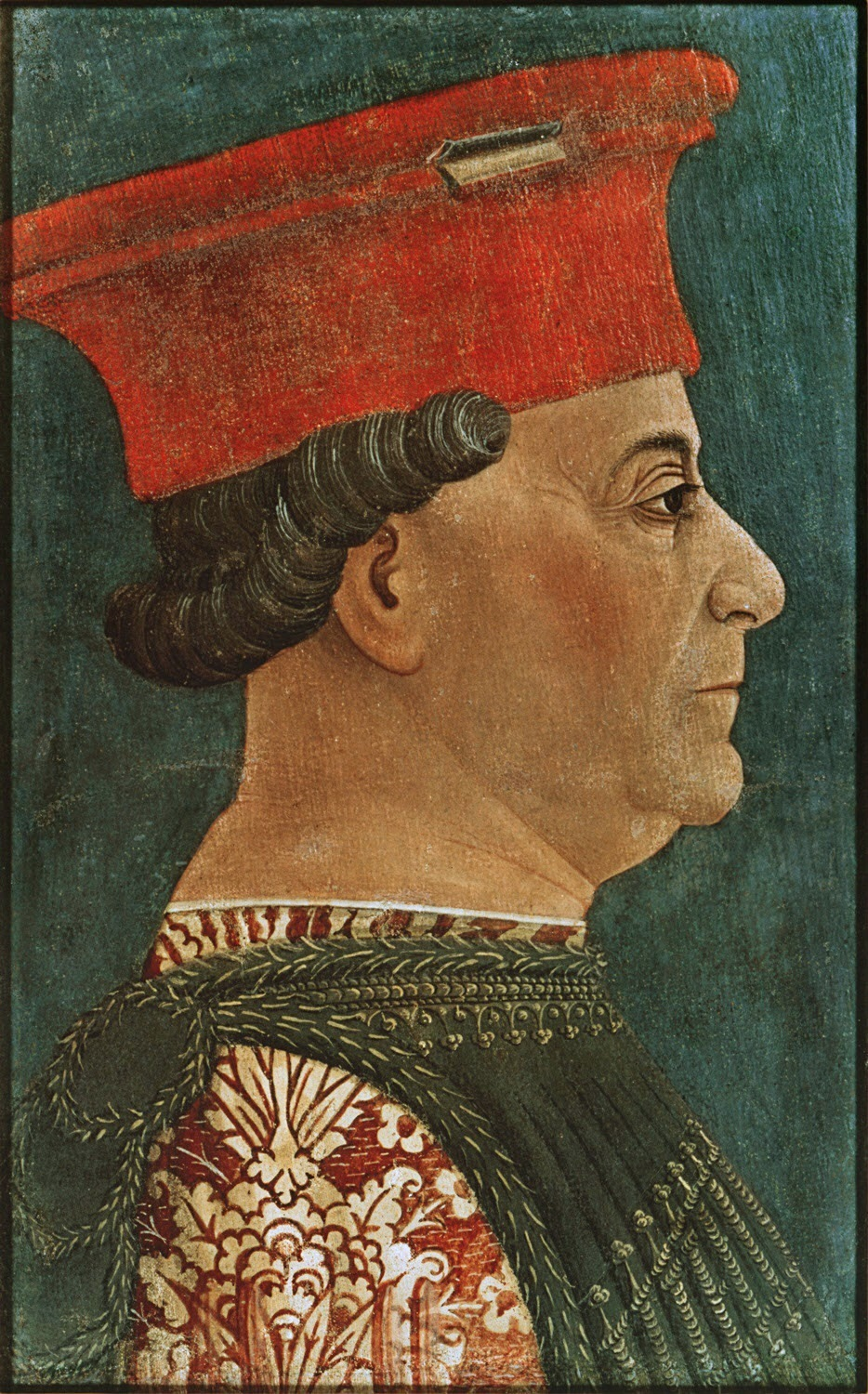
弗朗切斯科一世·斯福尔扎

弗朗切斯科一世·斯福尔扎（1401年7月23日圣米尼亚托 - 1466年3月8日米兰）是一位意大利雇佣兵首领、米兰公爵，也是斯福尔扎家族在米兰统治的开创者。

## 生平

### 早期生活
弗朗切斯科出生于今意大利托斯卡纳大区圣米尼亚托，是穆奇奧·斯福爾扎的七个私生子之一。弗朗切斯科在特里卡里科长大，这是1412年那不勒斯国王拉迪斯劳分封给他的侯爵领地。1418年，弗朗切斯科与卡拉布里亚贵族波利塞娜·鲁福成婚。
从1419年起，弗朗切斯科就一直追随其父南征北战，不久就因为能用手臂弯曲金属棒而名声大振并逐渐成长为战术专家。在穆齐奥去世后，弗朗切斯科曾先后为那不勒斯王国、教皇马丁五世和米兰公爵菲利波·马里亚·维斯孔蒂效力。在连续遭受几次战败后，弗朗切斯科被送往莫尔塔拉的一处城堡关押起来。在成功远征卢卡之后，弗朗切斯科才得以重获地位。
1431年，在为教皇国效力之后，弗朗切斯科率领米兰军队攻打威尼斯。次年，米兰公爵菲利波的女儿比安卡·玛丽亚·维斯孔蒂与弗朗切斯科订婚。尽管如此，菲利波仍对弗朗切斯科不信任。毫无疑问，雇佣兵的忠诚度取决于佣金。1433年至1435年，弗朗切斯科率领米兰军队攻打教皇国，但在占领安科纳后，弗朗切斯科改变立场，接受教皇犹金四世的分封。1436年到1439年，弗朗切斯科为多方效力，包括佛罗伦萨和威尼斯。
1440年，弗朗切斯科在那不勒斯王国内的封地被阿拉贡国王阿方索五世占领，为夺回领地，弗朗切斯科与菲利波达成和解。1441年10月25日，弗朗切斯科在克雷莫纳与比安卡完婚。次年，弗朗切斯科与安茹公爵勒内结成联盟，向那不勒斯王位发起挑战并率部向南方进军。在经历了最初的一些不利条件后，弗朗切斯科最终战胜了那不勒斯司令尼科洛·皮奇尼诺，而后者此前在里米尼领主西吉斯蒙多·潘多尔福·马拉泰斯塔和威尼斯人的支持下占领了弗朗切斯科在罗马涅和马尔凯的领地。弗朗切斯科重返米兰。

### 米兰公爵
1447年，米兰公爵菲利波·马里亚·维斯孔蒂去世，因没有男性继承人，米兰宣布成立共和国。此时的弗朗切斯科已获得米兰公国的帕维亚和洛迪等几座城市，正与蒙费拉托侯爵威廉八世和威尼斯联手，准备推翻共和国，夺取权力。1450年，在连续数年的饥荒和动乱后，米兰议会决定任命弗朗切斯科为米兰公爵。虽然意大利各国逐渐承认其公爵地位，但弗朗切斯科始终没能得到神圣罗马帝国的正式授权。这一情况一直持续到1494年，神圣罗马帝国皇帝马克西米利安一世才正式授予弗朗切斯科之子卢多维科·斯福尔扎米兰公爵的封号。
在弗朗切斯科的统治下，米兰公国得到了迅速的发展，其建立的一套有效的税收政策为公国带来了大量的收入。弗朗切斯科的宫廷是文艺复兴的中心之一。弗朗切斯科是欧洲第一个以权力平衡为基础确立外交政策的统治者，也是第一个将外交延续至意大利半岛之外的意大利统治者。
弗朗切斯科身患浮肿和痛风，1466年去世。

## 其他
尼科洛·马基雅维利在其代表作《君主论》中曾多次提到弗朗切斯科。
世紀帝國的其中一篇戰役關卡以弗朗切斯科為主角，玩家操作義大利人，以傭兵首領身分四處征伐。

## 子女
他與比安卡·瑪麗亞·維斯孔蒂育有9名子女（七子二女），最重要的有：
- 長子加萊亞佐·马里亚·斯福爾扎，1466-1476年任米蘭公爵
- 五子卢多维科·斯福尔扎，1480-1494年以攝政名義掌控米蘭，1494-1499年任米蘭公爵